# Cerqueux
Cerqueux est une ancienne commune française, située dans le département du Calvados en région Normandie, devenue le 1er janvier 2016 une commune déléguée au sein de la commune nouvelle de Livarot-Pays-d'Auge.
Elle est peuplée de 82 habitants.

## Géographie

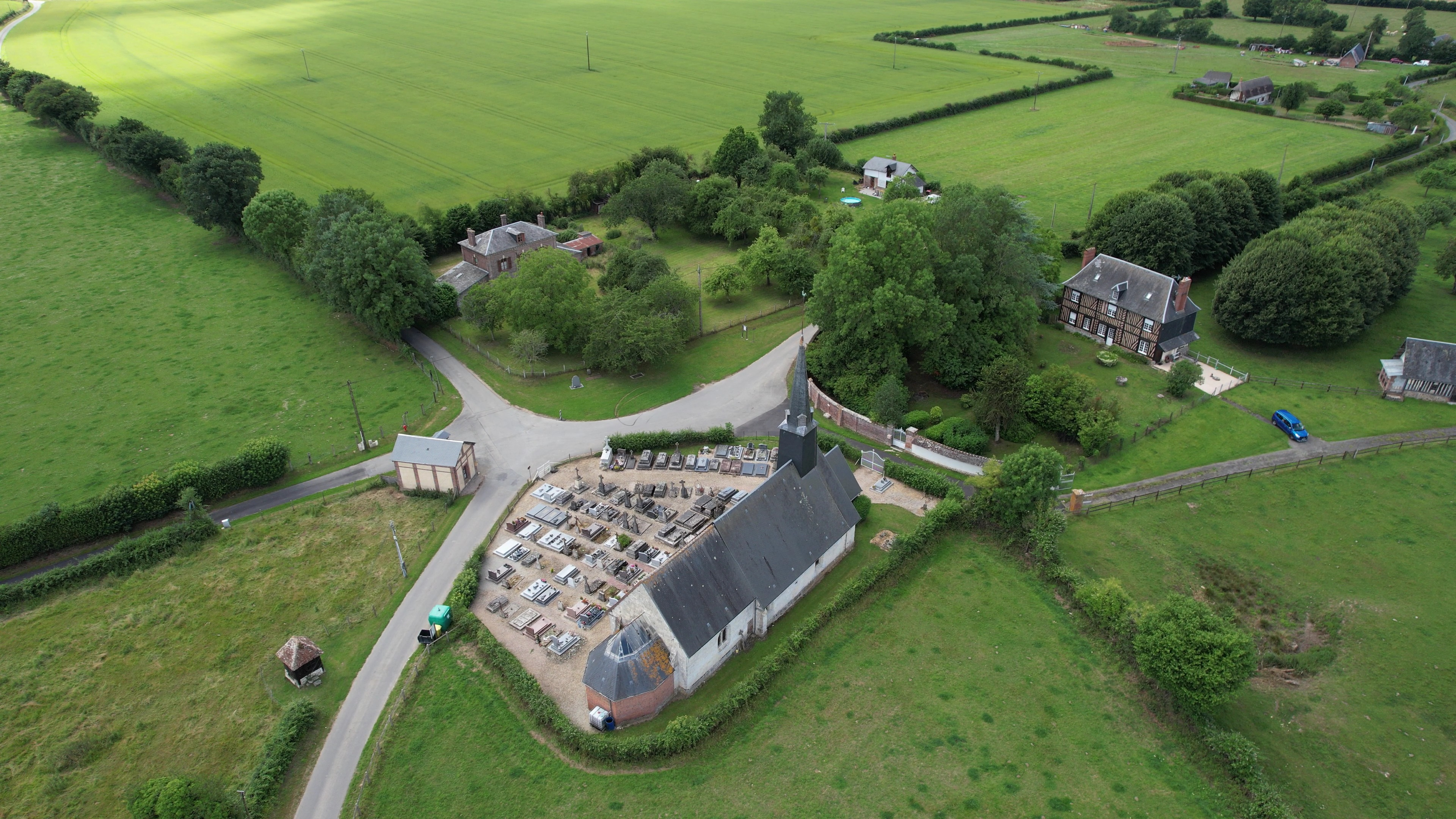
Vue aérienne sur l'église et la mairie

## Toponymie
Le nom de la localité est attesté sous la forme Sarcofagis en 1272 et 1273,. 
Il s'agit sans doute d'une allusion à un sarcophage trouvé à une époque indéterminée dans la localité.

De l'ancien français sarqueu, forme médiévale du mot cercueil, par extension « cimetière », qui a servi à nommer des lieux comme Cerville, Serqueux, etc. La forme Cercueil apparaît à la Renaissance.
En août 1854 les habitants de la commune s'opposent à la réunion de Cerqueux à Friardel car l'église de ce village n'est pas centrale.
Il y avait deux communes du même nom dans le Pays d'Auge (Calvados), pour les différencier on ajoutait les suffixes "la-Campagne" et "sur-Vie".

Cerqueux-sur-Vie (ou Cerqueux-en-Auge) fut réunie à Saint-Crespin-sur-Vie en 1815 puis celle-ci fut a son tour intégré au Mesnil-Mauger en 1972 qui a été fusionnée dans la nouvelle commune de Mézidon Vallée d'Auge en 2017. Après 1815 il n'y a donc plus qu'une commune nommée Cerqueux a laquelle on continuait parfois a ajouter "la-Campagne" voire "en-Auge". En 2016 elle est intégrée à Livarot-Pays-d'Auge)

## Histoire
Le 1er janvier 2016, Cerqueux intègre avec vingt et une autres communes la commune de Livarot-Pays-d'Auge créée sous le régime juridique des communes nouvelles instauré par la loi no 2010-1563 du 16 décembre 2010 de réforme des collectivités territoriales. Les communes d'Auquainville, Les Autels-Saint-Bazile, Bellou, Cerqueux, Cheffreville-Tonnencourt, La Croupte, Familly, Fervaques, Heurtevent, Livarot, Le Mesnil-Bacley, Le Mesnil-Durand, Le Mesnil-Germain, Meulles, Les Moutiers-Hubert, Notre-Dame-de-Courson, Préaux-Saint-Sébastien, Sainte-Marguerite-des-Loges, Saint-Martin-du-Mesnil-Oury, Saint-Michel-de-Livet, Saint-Ouen-le-Houx et Tortisambert deviennent des communes déléguées et Livarot est le chef-lieu de la commune nouvelle.

## Politique et administration

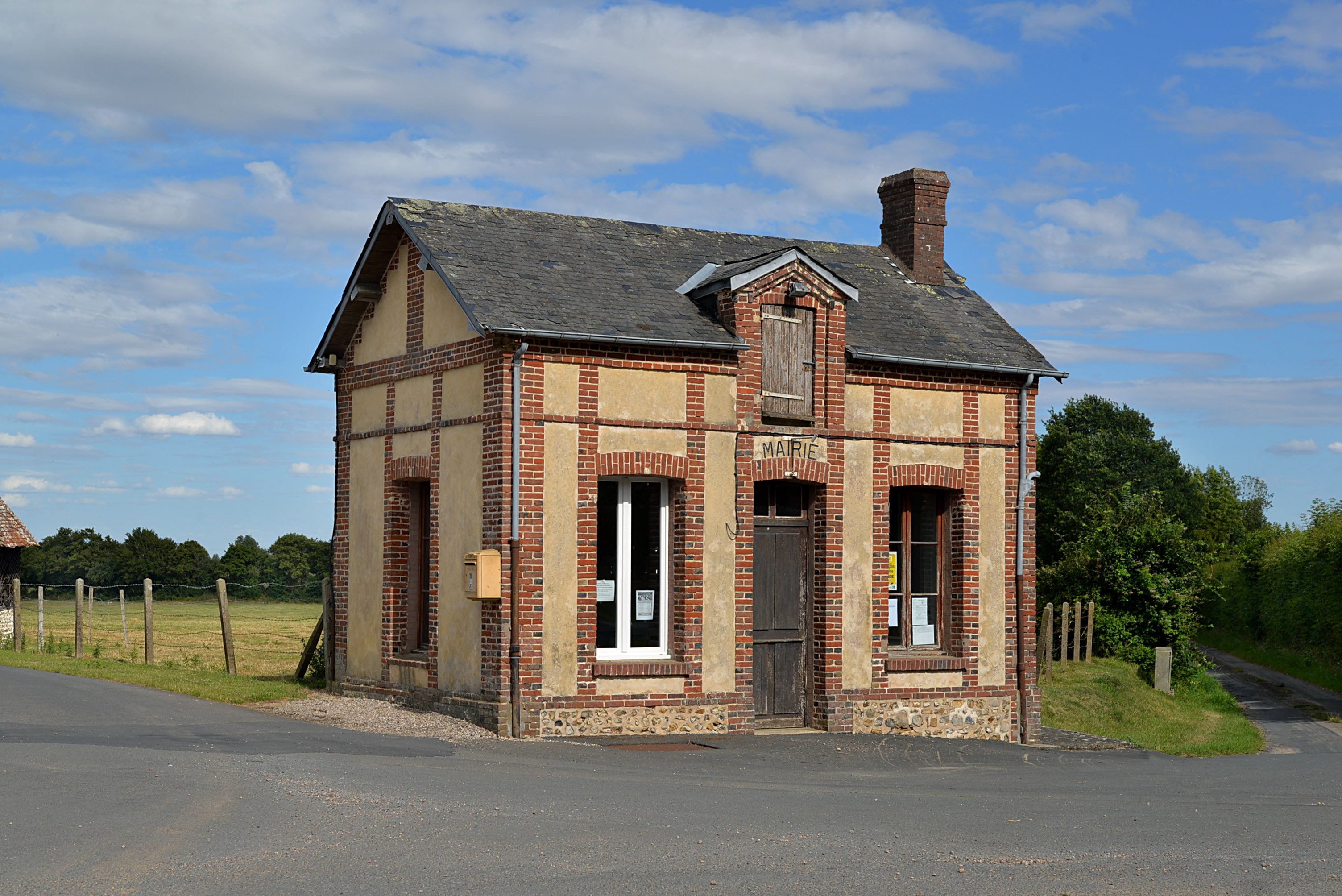
La mairie annexe.

| Période                                  | Période       | Identité             | Étiquette | Qualité        |
| ---------------------------------------- | ------------- | -------------------- | --------- | -------------- |
| (avant 2001)                             | mars 2008     | Hervé Urrien         | SE        |                |
| mars 2008                                | décembre 2015 | Dominique Lesuffleur | SE        | Chef de centre |
| Les données manquantes sont à compléter. |               |                      |           |                |

## Démographie
En 2021, la commune comptait 82 habitants. Depuis 2004, les enquêtes de recensement dans les communes de moins de 10 000 habitants ont lieu tous les cinq ans (en 2004, 2009, 2014, etc. pour Cerqueux) et les chiffres de population municipale légale des autres années sont des estimations.
| 1793 | 1800 | 1806 | 1821 | 1831 | 1836 | 1841 | 1846 | 1851 |
| ---- | ---- | ---- | ---- | ---- | ---- | ---- | ---- | ---- |
| 261  | 350  | 263  | 278  | 263  | 238  | 232  | 221  | 211  |

| 1856 | 1861 | 1866 | 1872 | 1876 | 1881 | 1886 | 1891 | 1896 |
| ---- | ---- | ---- | ---- | ---- | ---- | ---- | ---- | ---- |
| 209  | 191  | 185  | 143  | 143  | 146  | 149  | 147  | 152  |

| 1901 | 1906 | 1911 | 1921 | 1926 | 1931 | 1936 | 1946 | 1954 |
| ---- | ---- | ---- | ---- | ---- | ---- | ---- | ---- | ---- |
| 146  | 153  | 156  | 131  | 155  | 123  | 122  | 112  | 115  |

| 1962 | 1968 | 1975 | 1982 | 1990 | 1999 | 2004 | 2009 | 2014 |
| ---- | ---- | ---- | ---- | ---- | ---- | ---- | ---- | ---- |
| 97   | 107  | 99   | 96   | 104  | 94   | 102  | 97   | 100  |

| 2018 | - | - | - | - | - | - | - | - |
| ---- | - | - | - | - | - | - | - | - |
| 82   | - | - | - | - | - | - | - | - |

## Lieux et monuments
- Église Saint-Pierre, d'origine romane a été très remaniée au XVIe siècle.

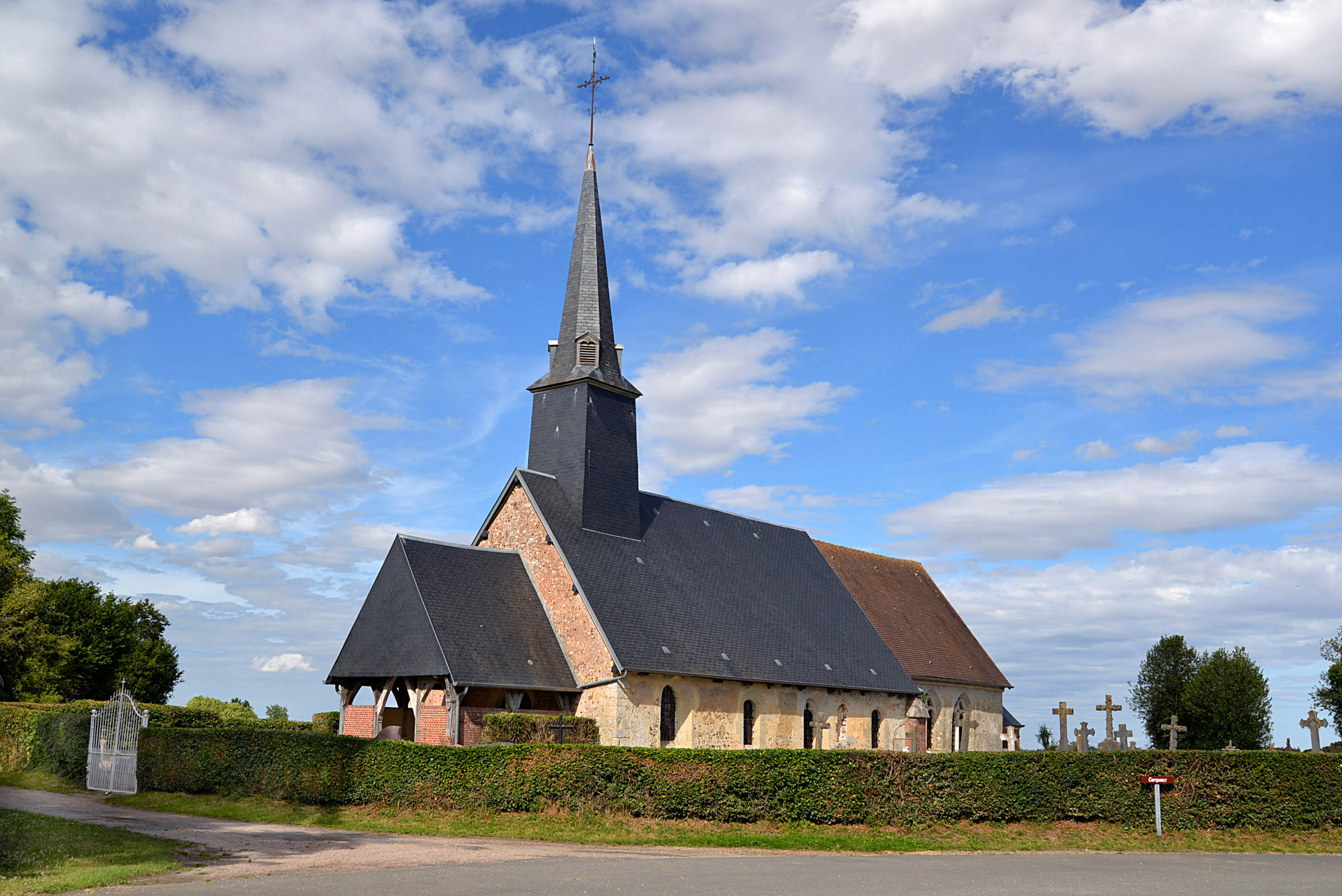
L'église Saint-Pierre.
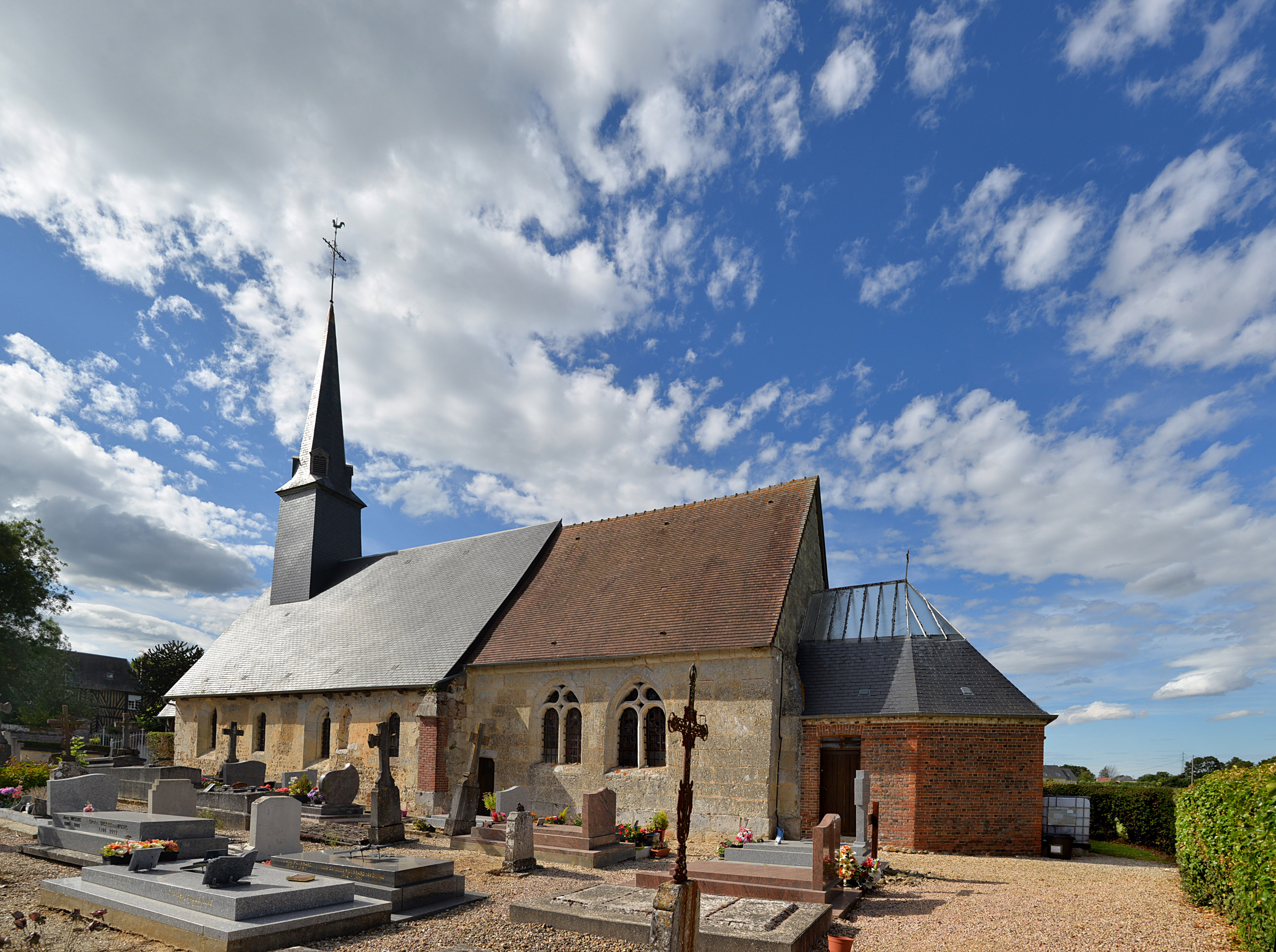
L'église Saint-Pierre.
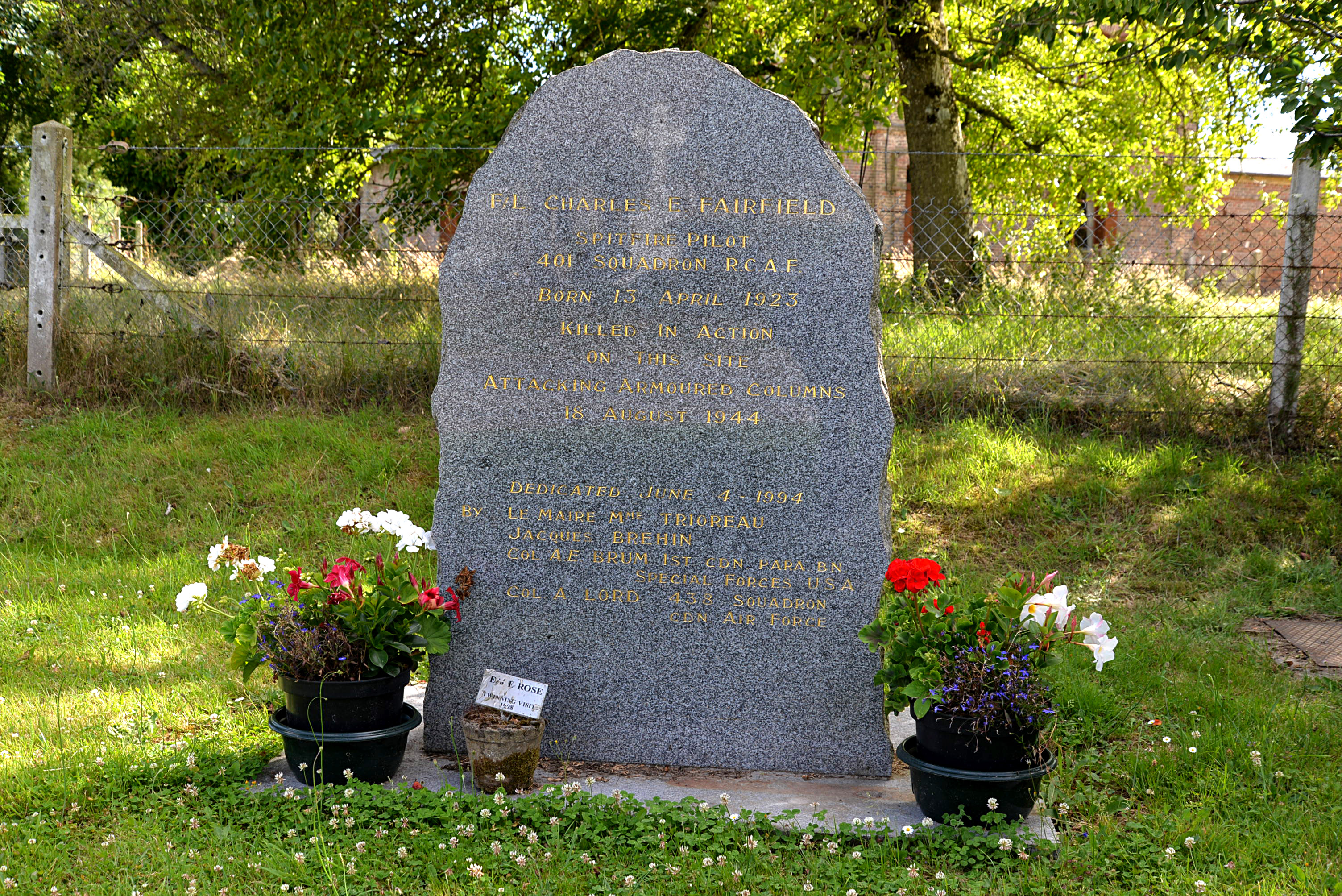
Stèle commémorative août 1944.
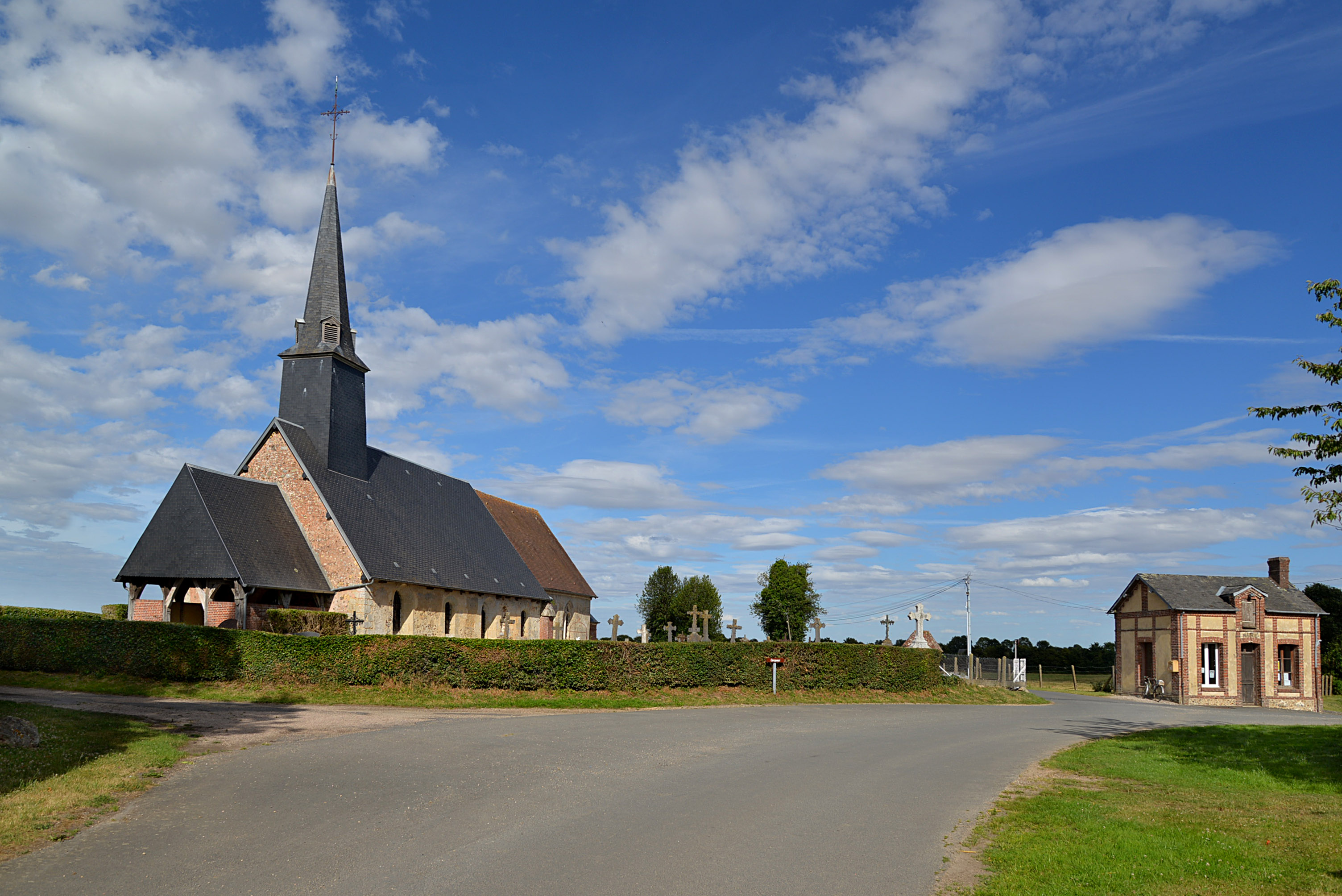
Le village.